# Poppelsaftmal
Poppelsaftmal (Phyllocnistis unipunctella) är en fjärilsart som först beskrevs av Stephens 1834.  Poppelsaftmal ingår i släktet Phyllocnistis och familjen styltmalar.
Artens utbredningsområde är:
- Österrike.
- Belgien.
- Luxemburg.
- Estland.
- Lettland.
- Litauen.
- Bulgarien.
- Tjeckien.
- Slovakien.
- Danmark.
- Finland.
- Frankrike.
- Tyskland.
- Grekland.
- Ungern.
- Irland.
- Italien.
- Kazakstan.
- Nederländerna.
- Norge.
- Israel.
- Polen.
- Portugal.
- Rumänien.
- Spanien.
- Sverige.
- Schweiz.
- Turkmenistan.
- Turkiet.
- Moldavien.
- Ukraina.
- Uzbekistan.
- Kroatien.
- Serbien.

Arten är reproducerande i Sverige. Inga underarter finns listade i Catalogue of Life.

## Bildgalleri

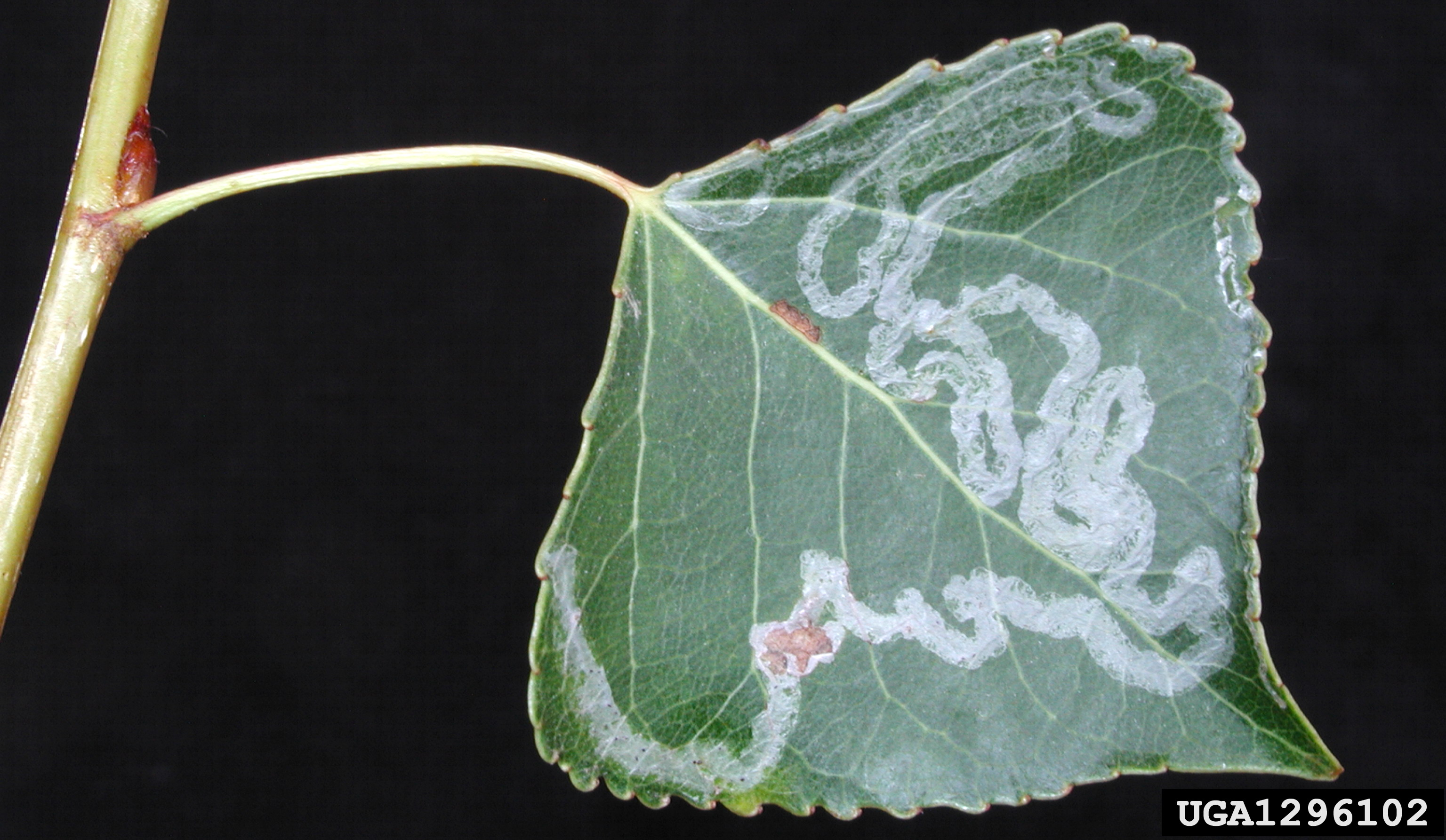